# Romanza per violino e orchestra n. 2 (Beethoven)
La Romanza per violino e orchestra n. 2, op. 50 è un brano per violino e orchestra di Ludwig van Beethoven.

## Storia
Oltre al Concerto op. 61 le uniche altre composizioni di Ludwig van Beethoven per violino e orchestra sono le due Romanze op. 40 e op. 50.
Nella produzione beethoveniana la Romanza op. 50 è una delle prime composizioni per violino: è infatti coeva alle 3 Sonate per violino e pianoforte op.12 (dedicate ad Antonio Salieri, suo maestro di composizione) composte nel 1797-1798. La Romanza op. 40, anche se pubblicata in precedenza rispetto all'op. 50, è in realtà successiva e la sua composizione risale ai primi anni del XIX secolo.
Si data la composizione del brano al 1798 circa, anno in cui si ebbe la sua prima esecuzione durante un'accademia a Vienna il 5 novembre. Primo esecutore fu il violinista Ignaz Schuppanzigh, amico di Beethoven. Alcune fonti lasciano tuttavia intendere l'esistenza di una precedente pubblica esecuzione a Praga, avvalorando l'ipotesi secondo cui la composizione potrebbe risalire già al 1791 come movimento lento di un Concerto per violino e orchestra mai completato (WoO 5).
Per quanto riguarda la pubblicazione, già nell'ottobre 1802 il fratello e ("agente") di Beethoven aveva proposto l'acquisto della partitura a Breitkopf & Härtel, ma la prima edizione a stampa del brano vide la luce solo in primavera nel 1805 dalle tipografie del Wiener Kunst-und Industriekontor di Vienna.
Il brano non ebbe iniziale successo nella sua versione originale per violino e orchestra (apparentemente ebbe solamente due esecuzioni pubbliche in tal veste durante la vita di Beethoven), ma ottenne eccezionale popolarità negli arrangiamenti (tra cui quello per violino e pianoforte e quello per pianoforte a quattro mani ad opera di Carl Czerny) che proliferarono immediatamente. Rapidamente entrambe le Romanze entrarono nel repertorio comune dei violinisti concertisti, pur rimanendo allo stesso tempo tra le più amate "hit" nei salotti borghesi.

## Struttura
La denominazione romanza, originalmente legata a composizioni vocali, era stata applicata in ambito strumentale già a partire dalla metà del XVIII secolo in riferimento a movimenti lenti di sinfonie, concerti solistici o brani caratterizzati dalla presenza di temi dalla marcata cantabilità: si vedano gli esempi di Mozart (Concerto KV 466, Eine kleine Nachtmusik), Pleyel, Gossec e Dittersdorf. Il titolo Romanza fu assegnato probabilmente in sede di pubblicazione editoriale, nei carteggi beethoveniani antecedenti alla pubblicazione il brano viene indicato come Adagio per violino con accompagnamento strumentale.
Riporta l'indicazione di tempo Adagio cantabile ed è in tempo tagliato (2/2). La tonalità è fa maggiore. Il violino svolge una chiara funzione melodica solistica, ripresa episodicamente dall'orchestra, che tuttavia ha un ruolo preminente di accompagnamento e sostegno drammaturgico.

## Discografia
- Willi Boskovsky, Mozart Vienna Ensemble, Decca Records, SXL 6438
- David Oistrakh, Orchestra Filarmonica Boema (dir: Karel Ančerl), Supraphon B30R 0024

## Utilizzo nella pubblicità
Il brano di Beethoven è stato utilizzato nel corso degli anni '80 negli spot pubblicitari del liquore Vecchia Romagna Etichetta Nera trasmessi dalla TV italiana.